# فليزار بوبوف
فليزار بوبوف (بالبلغارية: Велизар Попов) هو مدرب كرة قدم ولاعب كرة قدم بلغاري في مركز الوسط، ولد في 7 فبراير 1976 في بلوفديف في بلغاريا. لعب مع سبارتاك بلوفديف ونادي لوكوموتيف بلوفديف.